# Zaclava kraussi
Zaclava kraussi är en tvåvingeart som beskrevs av Neal L. Evenhuis 1979. Zaclava kraussi ingår i släktet Zaclava och familjen svävflugor. Inga underarter finns listade i Catalogue of Life.